# Disagio (singolo)
Disagio è un singolo del cantautore italiano Giancane, pubblicato il 3 novembre 2017 come terzo estratto dall'album Ansia e disagio.

## Video musicale
Il videoclip, realizzato da Davide Bastolla e girato in verticale per essere visualizzato su smartphone, è stato pubblicato il giorno dell'uscita del singolo sul canale YouTube del cantautore.

## Tracce
1. Disagio – 3:30